# Jimmy Martínez
Jimmy Antonio Martínez Candia (Laja, Chile, 26 de enero de 1997) es un futbolista profesional chileno que se desempeña como volante de contención en Huachipato de la Primera División de Chile.

## Trayectoria

### Inicios
Se formó como jugador en el Club Deportivo "M.I.L" (maestranza industrial de laja), en su pueblo natal Laja. Después llegó a las inferiores de Naval de Talcahuano, club donde debutó profesionalmente con tan sólo 16 años el 4 de enero de 2014, enfrentando a Athletic Club Barnechea por la 1° fecha del Torneo Clausura de la Primera B de Chile 2013-14, ingresando a los 55' de juego en reemplazo de Rubén Sepúlveda.
Posteriormente, pasó a integrar las categorías sub-17 y sub-19 de Huachipato.
Huachipato se coronó campeón de la Copa Sub-19 y clasificó a la Copa Libertadores de la categoría con una destacada actuación del jugador lajino, quien anotó dos tantos en el triunfo 4 a 1 sobre Palestino, partido que le otorgaría el título.

### Huachipato
Hizo su estreno en Primera División el 5 de abril de 2015, en un partido válido por la 13° jornada del Torneo Clausura de aquel año contra Cobreloa, ingresando al minuto 64 de juego cuando la escuadra siderúrgica perdía por un marcador 1 a 0. Transcurrido un minuto desde su debut, le tocó reemplazar al expulsado arquero Felipe Núñez bajo los tres palos. Finalmente, el partido culminó en goleada de Cobreloa por 6 a 0.
Siete días más tarde, tuvo su revancha tras vivir un amargo debut, ingresando a los 72' de partido en reemplazo de Martín Rodríguez en la victoria por 4 a 1 de Huachipato sobre Athletic Club Barnechea en el Estadio Huachipato-CAP Acero.

### Universidad de Chile
A finales de 2018 se anuncia su fichaje por Universidad de Chile, en una cifra cercana al US$ 1 millón por el 50% de sus derechos. En el conjunto azul nunca encontró la regularidad, y por eso fue cedido a Deportes La Serena en 2021. En febrero de 2022, se anuncia su regreso a Huachipato.

## Selección nacional

### Selección adulta
Tras sus buenas actuaciones con el Club Deportivo Huachipato, recibió su primera nominación en mayo de 2018 bajo la dirección técnica de Reinaldo Rueda, para enfrentar a Rumanía, Serbia y Polonia los días 31 de mayo, 4 y 8 de junio respectivamente, en Europa.
El 31 de mayo de 2018, debutó oficialmente por la Selección Chilena, ingresando al minuto 84' por Diego Valdés en la derrota por 3 a 2 frente a Rumanía en el Sportzentrum Graz-Weinzödl de Graz, Austria.
Su último partido por la Selección de Fútbol de Chile se produjo el 27 de marzo de 2019 frente a la Selección de Fútbol de Estados Unidos en el empate 1-1 preparatorio para la Copa América 2019, jugado en el BBVA Compass Stadium.

### Partidos internacionales
Actualizado hasta el 26 de marzo de 2019.
| \| N.º \| Fecha \| Estadio \| Local \| Resultado \| Visitante \| Goles \| Competición \| \| ----- \| ------------------- \| --------------------------------------------- \| -------------- \| --------- \| --------- \| ----- \| ----------- \| \| 1 \| 31 de mayo de 2018 \| Sportzentrum Graz-Weinzödl, Graz, Austria \| Rumania \| 3-2 \| Chile \| \| Amistoso \| \| 2 \| 4 de junio de 2018 \| Stadion Graz-Liebenau, Graz, Austria \| Serbia \| 0-1 \| Chile \| \| Amistoso \| \| 3 \| 8 de junio de 2018 \| INEA Stadion, Poznań, Polonia \| Polonia \| 2-2 \| Chile \| \| Amistoso \| \| 4 \| 26 de marzo de 2019 \| BBVA Compass Stadium, Houston, Estados Unidos \| Estados Unidos \| 1-1 \| Chile \| \| Amistoso \| \| Total \| Total \| Total \| Presencias \| 4 \| Goles \| 0 \| \| |                     |                                               |                |           |           |       |             |
| N.º | Fecha               | Estadio                                       | Local          | Resultado | Visitante | Goles | Competición |
| 1 | 31 de mayo de 2018  | Sportzentrum Graz-Weinzödl, Graz, Austria     | Rumania        | 3-2       | Chile     |       | Amistoso    |
| 2 | 4 de junio de 2018  | Stadion Graz-Liebenau, Graz, Austria          | Serbia         | 0-1       | Chile     |       | Amistoso    |
| 3 | 8 de junio de 2018  | INEA Stadion, Poznań, Polonia                 | Polonia        | 2-2       | Chile     |       | Amistoso    |
| 4 | 26 de marzo de 2019 | BBVA Compass Stadium, Houston, Estados Unidos | Estados Unidos | 1-1       | Chile     |       | Amistoso    |
| Total | Total               | Total                                         | Presencias     | 4         | Goles     | 0     |             |

| Selección chilena | Selección chilena | Selección chilena |
| Año               | Partidos          | Goles             |
| ----------------- | ----------------- | ----------------- |
| 2018              | 3                 | 0                 |
| 2019              | 1                 | 0                 |
| Total             | 4                 | 0                 |

## Estadísticas
| Club                         | Div.          | Temporada     | Liga  | Liga  | Copas nacionales | Copas nacionales | Torneos internacionales | Torneos internacionales | Total | Total |
| Club                         | Div.          | Temporada     | Part. | Goles | Part.            | Goles            | Part.                   | Goles                   | Part. | Goles |
| ---------------------------- | ------------- | ------------- | ----- | ----- | ---------------- | ---------------- | ----------------------- | ----------------------- | ----- | ----- |
| Naval · Chile                | 2.ª           | 2014          | 2     | 0     | —                | —                | —                       | —                       | 2     | 0     |
| Naval · Chile                | Total club    | Total club    | 2     | 0     | 0                | 0                | 0                       | 0                       | 2     | 0     |
| Huachipato · Chile           | 1.ª           | 2014-15       | 2     | 0     | 2                | 0                | —                       | —                       | 4     | 0     |
| Huachipato · Chile           | 1.ª           | 2016-17       | 17    | 0     | 3                | 2                | —                       | —                       | 20    | 2     |
| Huachipato · Chile           | 1.ª           | 2017          | 9     | 0     | 6                | 0                | —                       | —                       | 15    | 0     |
| Huachipato · Chile           | 1.ª           | 2018          | 30    | 2     | 6                | 1                | —                       | —                       | 36    | 3     |
| Universidad de Chile · Chile | 1.ª           | 2019          | 14    | 1     | 3                | 0                | 2                       | 0                       | 19    | 1     |
| Universidad de Chile · Chile | 1.ª           | 2020          | 21    | 0     | 0                | 0                | 0                       | 0                       | 21    | 0     |
| Universidad de Chile · Chile | Total club    | Total club    | 35    | 1     | 3                | 0                | 2                       | 0                       | 40    | 1     |
| Deportes La Serena · Chile   | 1.ª           | 2021          | 27    | 4     | 4                | 0                | —                       | —                       | 31    | 4     |
| Deportes La Serena · Chile   | Total club    | Total club    | 27    | 4     | 4                | 0                | 0                       | 0                       | 31    | 4     |
| Huachipato · Chile           | 1.ª           | 2022          | 19    | 0     | 6                | 0                | —                       | —                       | 25    | 0     |
| Huachipato · Chile           | 1.ª           | 2023          | 28    | 1     | 0                | 0                | —                       | —                       | 28    | 1     |
| Huachipato · Chile           | 1.ª           | 2024          | 12    | 0     | 0                | 0                | 4                       |                         | 16    | 0     |
| Huachipato · Chile           | Total club    | Total club    | 117   | 3     | 23               | 3                | 4                       | 0                       | 144   | 6     |
| Total carrera                | Total carrera | Total carrera | 186   | 8     | 27               | 3                | 6                       | 0                       | 217   | 11    |
| 1. 2. 3.                     |               |               |       |       |                  |                  |                         |                         |       |       |

## Palmarés

### Títulos nacionales
| Título           | Club       | País  | Año  |
| ---------------- | ---------- | ----- | ---- |
| Primera División | Huachipato | Chile | 2023 |

### Distinciones individuales
| Distinción                                         | Año  |
| -------------------------------------------------- | ---- |
| Mejor gol del Fútbol chileno en la Gala Crack Easy | 2023 |